# 149
149 рік — невисокосний рік, що почався в середу за григоріанським календарем. 
Римська імперія •  Парфянське царство •  Кушанське царство •  Східна Хань •  Сармати

## Геополітична ситуація
У Римській імперії править імператор Антонін Пій (до 161). Імперія  займає Апеннінський, Піренейський та Балканський півострови, Галлію, частину Британії, Близький Схід, Північну Африку включно з Єгиптом. 
Наймогутніша держава центральної Азії — Парфянське царство. Наймогутніша держава Індостану — Кушанське царство. Династія Хань править у Китаї.  Корейський півострів ділять між собою Три корейські держави. 
Триває докласичний період цивілізації мая.
На території майбутньої України, в степах Причорномор'я, кочують сармати, північніше — племена Черняхівської культури.

## Події
- Консулами у Римі були Сервій Корнелій Сципіон Сальвідієн Орфіт та Квінт Помпей Сосій Пріск.
- У Трірі (Augusta Treverorum) почалося будівництво термів Варвари.
- Китайський імператор Хуань-ді оголосив себе буддистом й розпочав переслідування конфуціанських та даоських вчених.

## Народились
- Аннія Луціла (за іншими даними нар. 148) — дружина римського імператора Луція Аврелія Вера.